# Министрант

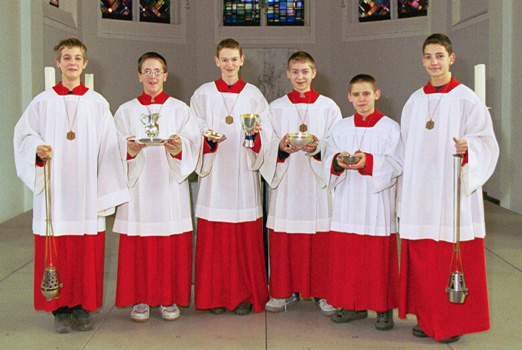
Министранты, одетые в комжи и сутаны

Министра́нт (лат. Ministrans, помощник, прислуживающий) — в латинском обряде Католической церкви мирянин (обычно юноша), прислуживающий священнику во время мессы и иных богослужений. В лютеранстве: помощник пастора, выполняющий функции, аналогичные обязанностям католического министранта. Термин «министрант» соответствует термину «алтарник» в византийском обряде. Покровителем министрантов в Католической церкви являются святые Алоизий Гонзага, Станислав Костка, Доминик Савио, Тарцизий и Жан Берхманс.

## Обязанности
- Зажигать свечи в храме
- Разжигать пасхальный костёр перед началом Пасхальной литургии[3]
- Приносить вино и хлеб для евхаристии на алтарь перед началом евхаристической литургии[4]
- Возглавлять крестный ход[5]
- Исполнять прочие обязанности чтеца[6] или аколита

Он обязан заботиться о литургических книгах и богослужебной утвари. Министранты звонят в колокольчик и зажигают свечи на алтаре и в пресвитерии. Если литургия совершается епископом, министрант (в отсутствие диакона) подаёт и принимает от епископа митру и епископский жезл. Министрант также может читать первое и второе чтение Литургии Слова (Ветхий Завет и Апостол), в то время как Евангельское чтение всегда произносит священник. Во время Евангельского чтения один или несколько министрантов стоят с зажжёнными свечами перед амвоном, с которого читается Евангелие.
Литургическим одеянием министранта может выступать как альба, так и комжа. Во время мессы министранты располагаются в пресвитерии.
Согласно Кодексу канонического права 1983 года обязанности министранта может исполнять любой католик-мирянин, что вызвало к жизни споры о том, могут ли исполнять эти функции женщины. По разъяснению Конгрегации богослужения и таинств Святой Престол рекомендует сохранять традицию министрантского служения за мужчинами, а вопрос о допустимости привлечения женщин сохраняется за Епископской конференцией той или иной страны. В России и в большинстве восточноевропейских стран к служению министранта допускаются только мужчины. В Германии служение женщин-министрантов разрешено.

## История
Ранее в Католической церкви обязанности министранта исполняли люди, посвящённые в малые чины, а именно аколиты, чтецы, экзорцисты и остиарии. В 1570 году папа Пий V установил запрет на участие женщин в литургическом служении, однако разрешил прислуживать священнику мирянам мужского пола, не посвящённым в малые чины. Второй Ватиканский собор в конституции Sacrosanctum Concilium определил служение министранта как одну из литургических функций. Последующая отмена понятия «малые чины», а также чинов экзорциста и остиария, привела к перераспределению литургических функций между аколитами, чтецами и министрантами, не посвящёнными в церковнослужители.